# Lažany (Morašice)
Lažany je malá vesnice, část obce Morašice v okrese Svitavy. Nachází se 1 km na jihovýchod od Morašic. V roce 2009 zde bylo evidováno 25 adres. V roce 2001 zde trvale žilo 51 obyvatel.
Lažany leží v katastrálním území Lažany u Litomyšle o rozloze 2,55 km2.
Narodil se zde písmák Václav Kleych.

## Další fotografie

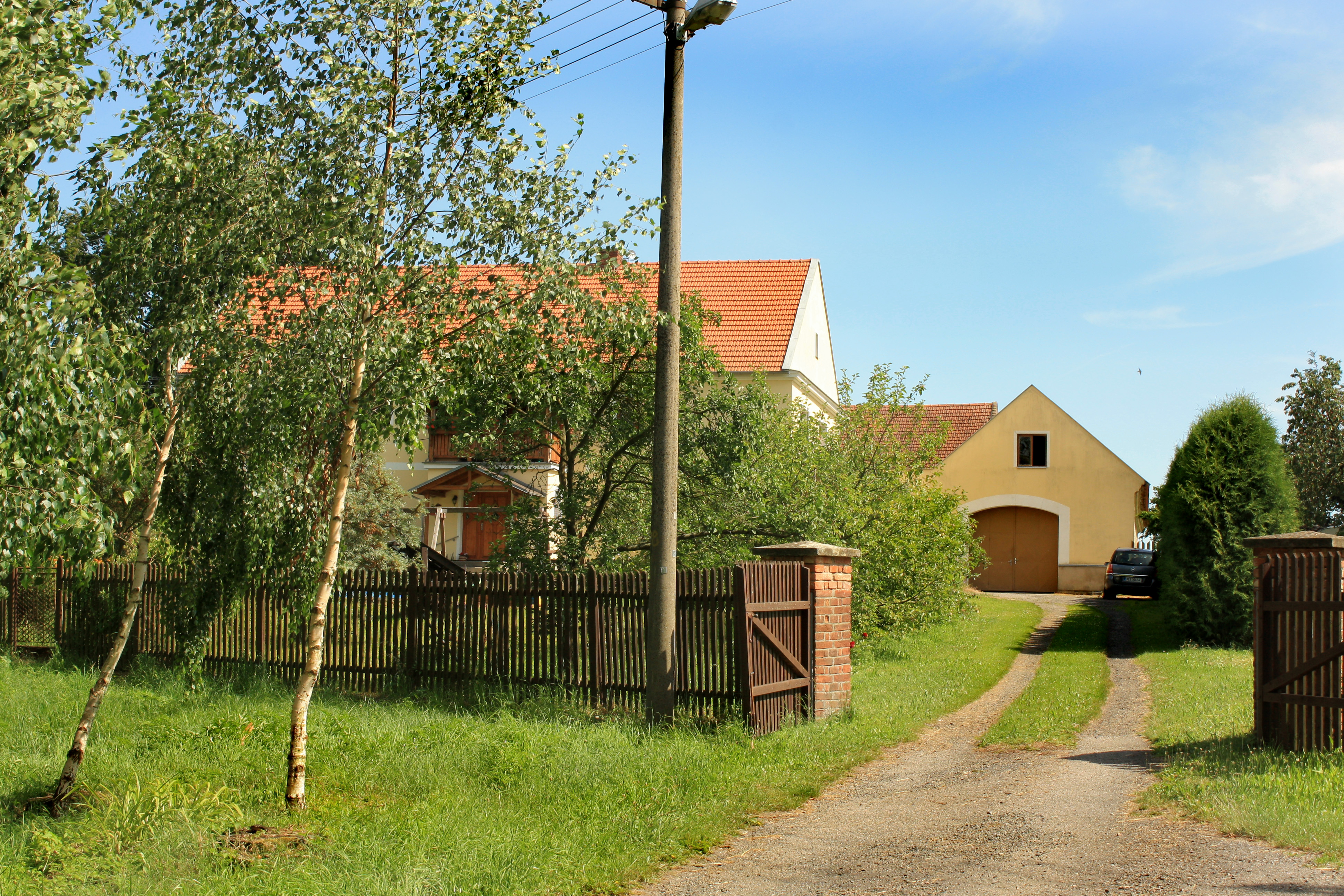
Opravený statek
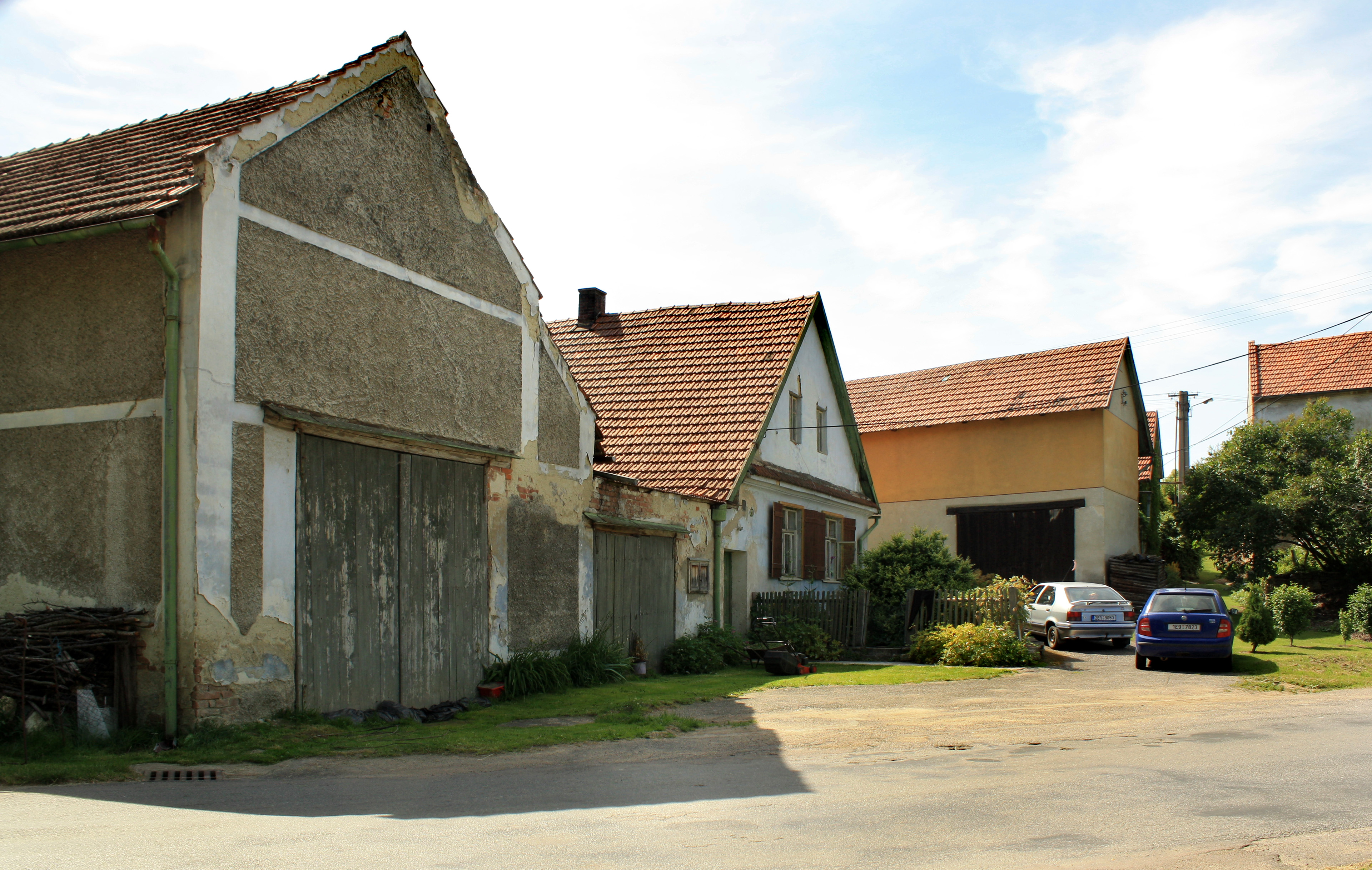
Náves
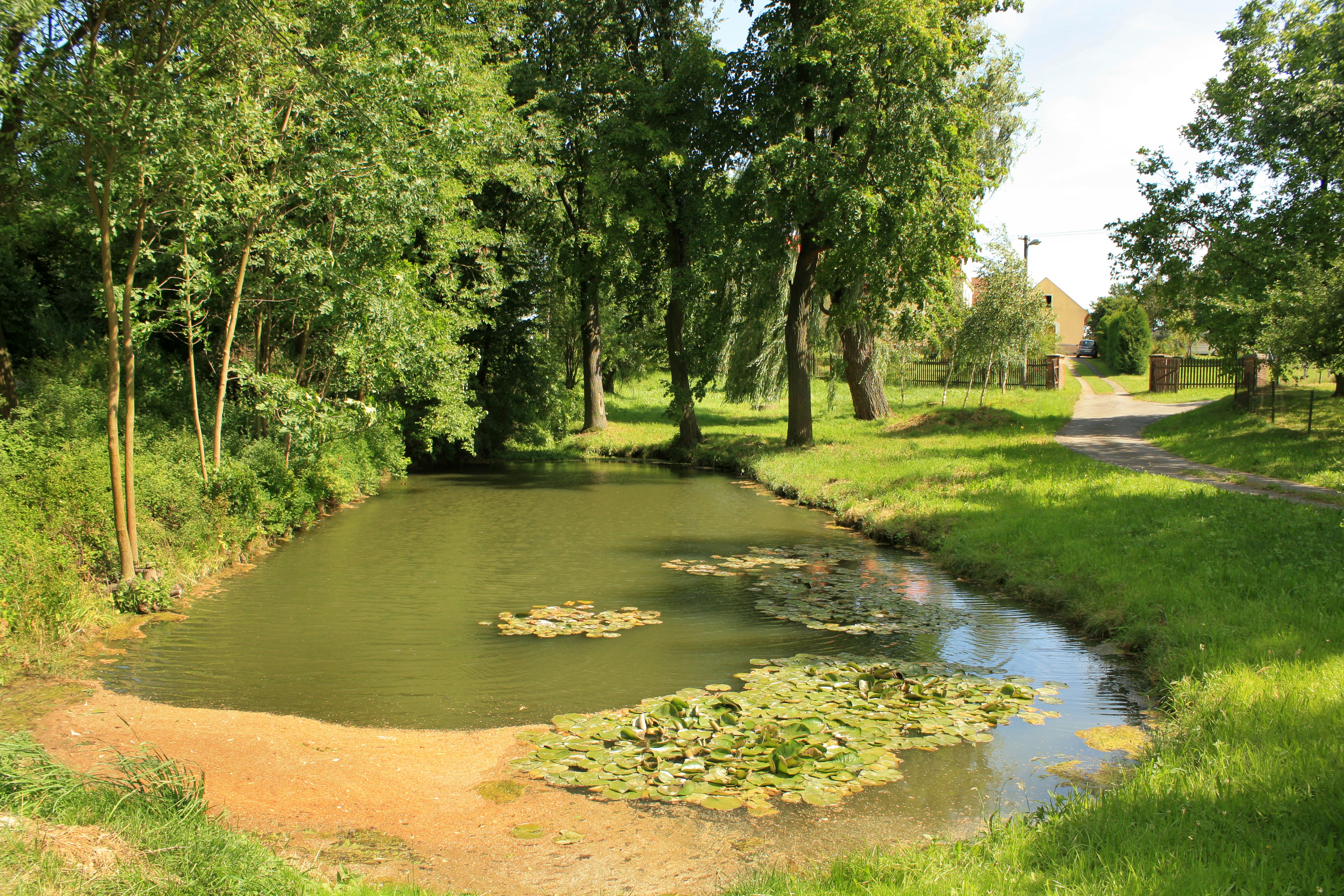
Rybníček na návsi